# Vigny (Val-d’Oise)
Vigny egy község Franciaországban. Lakosainak száma 1132 fő (2022. január 1.).

## Földrajza
Vigny Us, Longuesse, Ableiges és Théméricourt községekkel határos.